# Каламбур

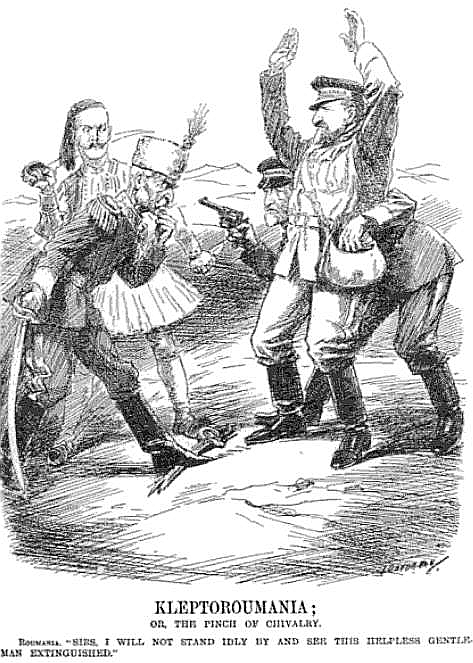
КЛЕПТОРУМАНИЯПанч-карикатура о Второй Балканской войне. Король Румынии Кароль I направляет свой пистолет на короля Сербии Петра I и короля Греции Константина, крадя Южную Добруджу у разоружённого царя Болгарии Фердинанда. Название «КЛЕПТОРУМАНИЯ» представляет собой каламбур на клептомании — психическом расстройстве, связанном с импульсивным воровством ради воровства, — с использованием англизированной версии названия Румынии

Каламбу́р (фр. calembour) — литературный приём с использованием в одном контексте разных значений одного слова или разных слов, или словосочетаний, сходных по звучанию.
В каламбуре либо два рядом стоящих слова при произношении дают третье, либо одно из слов имеет омоним или многозначно. Эффект каламбура, обычно комический (юмористический), заключается в контрасте между смыслом одинаково звучащих слов. При этом, чтобы производить впечатление, каламбур должен поражать ещё неизвестным сопоставлением слов. Является частным случаем игры слов (многие авторы считают «игру слов» и «каламбур» синонимами). Близким по смыслу понятием является понятие парономазии.

## Этимология
Происхождение слова «каламбур» спорно. Исторически существовали разные варианты написания (calambour, calembourg). Существует лишь ряд исторических анекдотов, связывающих это слово то с названием немецкого города (Калау, ср. нем. Kalauer с тем же значением), где будто бы жил во времена Лютера немецкий пастор Вейганд фон Тебен, славившийся шутками, то с различными личностями, достоверность существования которых не установлена: графом Каланбером (Calember) или Каленбергом (Kahlenberg) из Вестфалии, жившем при Людовике XIV в Париже или при дворе Станислава Лещинского в Лешевилле, или парижским аптекарем Каланбуром.
Существует также предположение, что слово «каламбур» произошло от итальянского выражения «calamo burlare» — «шутить пером». Ф. Шаль (в книге «Очерки о Германии древней и современной», 1854) и после него Э. Литтре выводили слово «каламбур» из появившегося около 1500 года сборника шуток «Der Pfaffe von Kahlenberg».
Викторьен Сарду открыл корень этого слова в рукописном сборнике, составленном драматургом Луи Фюзелье. Фюзелье был постоянным гостем у главного сборщика податей Марселя, большого охотника до песен и веселья. У него часто пировали застольники, также любители пения, кроме одного аббата, по имени Шерье. Тому природа не дала ни стихотворного таланта, ни голоса, так что он в поющей компании всегда безмолвствовал. Однажды (по Фюзелье — 26-го февраля 1720 г.) к нему так пристали, что он объявил, что сочинил песню и сейчас её исполнит. Робея, он начал петь, но первая же строфа «Pleurons tous en ce jour» («будем все плакать в сей день») вызвала всеобщий хохот, а после второй строфы «Du bois de calambour» («каламбуровое дерево») пение вовсе прекратилось. Аббат подобрал первые попавшиеся рифмовавшиеся слова, считая, что, кроме рифмы, от стиха ничего не требуется. Ныне про такое дерево не известно, однако в «Ботаническом подробном словаре, или травнике, сочиненном Андреем Мейером» и изданном в Москве в 1783 году (ч. 2, с. 18) сказано:

Каламбур, или орлиное дерево есть зеленоватое и приятный запах имеющее драгоценное дерево, привозимое из Индии большими кусками. Оное употребляется на разную лепную работу, на делание четок, также и брадобреями для придания хорошего запаха той воде, которою бреют. Оно содержит в себе много масла и соли, укрепляет мозг, но в медицине редко употребляется. В аптеках оное редко имеется.

Таким образом, каламбуровое дерево действительно существовало, и аббат с компаньонами знали о нём. Впечатление его песнью было произведено значительное, и его нелепый «каламбур» постепенно стал знаменит. Фюзелье упоминает о том, что «это слово обратилось в поговорку». Самого автора, патера Шерье, начали называть «каламбуровым аббатом», — отсюда и пошёл каламбур.
В конце XVIII века слово «каламбур» считалось уже словом французского языка. В русском языке существует, по крайней мере, со времён Карамзина.

## Использование

### В речи
Благодаря множеству одинаково звучащих слов различного значения французский язык особенно богат каламбурами. Так, например, о супруге Наполеона I французы острили: «C’est dommage qu’elle a un nez rond (un Néron)» («Жаль, что у неё круглый нос» или «Жаль, что у неё Нерон»), о Наполеоне III «Il a perdu Sedan» (ses dents) («Он сдал в бою Седан» или «Он потерял зубы»). Во время революции, когда Пий VII наследовал папе Пию VI, ходил каламбур: «la religion va de Pie en Pie» (pis en pis) («Религия переходит от Пия к Пию» или «религия становится все хуже и хуже»). Большой славой во Франции как удачный каламбурист (calembourier) пользовался маркиз де Биевр.

### В литературе
В литературном использовании следует отличать каламбур в собственном значении как комическую форму, от серьёзной игры слов, имеющей весьма различную стилистическую функцию. К серьёзным видам относится, например, магическая игра слов в поэзии народов первобытной культуры — заговорах, молитвах, сюжетах, связанных с испытанием мудрости (эпизод с «Никто» в «Одиссее»). Другой пример — символическая игра словом в trobar clus средневековых трубадуров и поэтов dolce stil nuovo, в философской и мистической лирике средневековых восточных поэтов (прежде всего в арабской и персидской поэзии).
Как комический приём каламбур особенно свойственен формам гротеска и юмора, но часто встречается и в формах грубо-комического, в особенности, когда раскрываемое в каламбуре второе значение слов нарушает требования эвфемизма.